# Mauro Tassotti
Mauro Tassotti (ur. 19 stycznia 1960 w Rzymie) – były włoski piłkarz grający na pozycji obrońcy, a obecnie trener.
Pierwszy mecz w reprezentacji rozegrał 14 października 1992, w wieku 32 lat. Uczestniczył w Mistrzostwach Świata w piłce nożnej w roku 1994, gdzie zdobył z włoską reprezentacją tytuł wicemistrzów świata. Po meczu 1/4 finału z Hiszpanią, w którym złamał nos Luisowi Enrique, został zawieszony na osiem spotkań. Po odbyciu kary nie zagrał już w reprezentacji.
Z drużyną A.C. Milan zdobył trzy Puchary Europy (w latach 1989, 1990 i 1994) i pięć tytułów mistrza Włoch (1988, 1992, 1993, 1994 i 1996). Karierę piłkarską zakończył w roku 1997. W Serie A rozegrał łącznie 404 mecze. Od roku 2001 był w mediolańskim zespole asystentem kolejnych trenerów: Carlo Ancelottiego, Leonardo i Massimiliano Allegriego. W styczniu 2014 roku po zwolnieniu  Allegriego był tymczasowym trenerem Milanu, dopóki nowym szkoleniowcem nie został Clarence Seedorf. Do końca sezonu Tassotti był asystentem Holendra, a po jego zwolnieniu skautem odpowiedzialnym za śledzenie postępów piłkarzy wypożyczonych z Milanu. W 2016 roku został asystentem Andrija Szewczenki, selekcjonera reprezentacji Ukrainy.